# Herb Edelman
Pour les articles homonymes, voir Edelman.
Herbert Edelman, dit Herb Edelman, est un acteur américain, né le 5 novembre 1933 à New York — Arrondissement de Brooklyn (État de New York), mort le 21 juillet 1996 à Los Angeles — Quartier de Woodland Hills (Californie).

## Biographie
Au théâtre, Herb Edelman débute à Broadway en février 1963, dans la pièce Lorenzo de Jack Richardson (en), mise en scène par Arthur Penn, avec Alfred Drake et Fritz Weaver. Suit Pieds nus dans le parc (Barefoot in the Park), pièce de Neil Simon mise en scène par Mike Nichols, représentée 1 530 fois d'octobre 1963 à juin 1967 ; il y crée le rôle d'Harry Pepper, aux côtés de Robert Redford, Elizabeth Ashley, Kurt Kasznar et Mildred Natwick. Enfin, il tient son troisième et ultime rôle à Broadway dans la comédie musicale Bajour (en), sur une musique et des lyrics de Walter Marks (en), jouée en 1964-1965, avec Herschel Bernardi, Mae Questel et Chita Rivera.
Au cinéma, ses deux premiers films sortent en 1967, dont l'adaptation de Barefoot in the Park (même titre original ; titre français : Pieds nus dans le parc) réalisée par Gene Saks, où Robert Redford, Mildred Natwick et lui reprennent leurs rôles respectifs (Jane Fonda et Charles Boyer remplaçant respectivement Elizabeth Ashley et Kurt Kasznar).
Jusqu'en 1995, Herb Edelman contribue à seulement dix-sept autres films (majoritairement américains), dont Nos plus belles années (1973, avec Barbra Streisand et Robert Redford) et Yakuza (co-production américano-japonaise, 1974, avec Robert Mitchum et Ken Takakura), tous deux réalisés par Sydney Pollack, ainsi que California Hôtel d'Herbert Ross (1978, avec Jane Fonda et Alan Alda). Son antépénultième film est Soif de justice de Sammo Hung (production de Hong Kong, 1984, avec Jackie Chan et le réalisateur).
À la télévision, il apparaît dans quatre-vingt-six séries de 1964 à 1995, dont l'intégrale de The Good Guys (en) (rôle récurrent de Bert Gramus, 1968-1970, aux côtés de Bob Denver et Joyce Van Patten), Les Rues de San Francisco (deux épisodes, 1973-1974), L'Île fantastique (trois épisodes, 1978-1982), ou encore Arabesque (dix épisodes, 1984-1995).
S'y ajoutent vingt-quatre téléfilms de 1965 à 1992, dont Carambolages (en) de John Llewellyn Moxey (1976, avec Robert Conrad et Buddy Ebsen).

## Théâtre à Broadway (intégrale)
- 1963 : Lorenzo, pièce de Jack Richardson (en), mise en scène d'Arthur Penn : Pombo
- 1963-1967 : Barefoot in the Park (en), pièce de Neil Simon, mise en scène de Mike Nichols, décors d'Oliver Smith : Harry Pepper (le technicien du téléphone) / Victor Velasco (doublure)
- 1964-1965 : Bajour (en), comédie musicale, musique et lyrics de Walter Marks (en), livret d'Ernest Kinoy (en), décors d'Oliver Smith : Le roi de Newark / Johnny Dembo (doublure)

## Filmographie partielle

### Cinéma
- 1967 : F comme Flint (In Like Flint) de Gordon Douglas : Le premier russe
- 1967 : Pieds nus dans le parc (Barefoot in the Park) de Gene Saks : Harry Pepper (le technicien du téléphone)
- 1968 : Syndicat du meurtre (P.J.) de John Guillermin : Charlie
- 1968 : Drôle de couple (The Odd Couple) de Gene Saks : Murray
- 1968 : Le Baiser papillon (I Love You, Alice B. Toklas) d'Hy Averback : Murray
- 1972 : The War Between Men and Women (en) de Melville Shavelson : Howard Mann
- 1973 : Nos plus belles années (The Way We Were) de Sydney Pollack : Bill Verso
- 1974 : Spéciale Première (The Front Page) de Billy Wilder : Schwartz
- 1974 : Yakuza (The Yakuza) de Sydney Pollack : Oliver Wheat
- 1975 : Hollywood cow-boy (Hearts of the West) d'Howard Zieff : Polo
- 1978 : Goin' Coconuts (en) d'Howard Morris : Sid
- 1978 : California Hôtel (California Suite) d'Herbert Ross : Harry Michaels
- 1979 : C'est dur d'être un homme : L'Américain (男はつらいよ 寅次郎春の夢, Otoko wa tsurai yo: Torajirō haru no yume?) de Yōji Yamada : Michael Jordan
- 1981 : On the Right Track de Gary Coleman : Sam
- 1983 : T'es fou Jerry (Cracking Up ou Smorgasbord) de Jerry Lewis : Dr Jonas Pletchick
- 1984 : Soif de justice (Kwai tsan tseh) de Sammo Hung : Matt
- 1993 : The Naked Truth (en) de Nico Mastorakis : Rupert Hess
- 1995 : Cops n Roberts de Peter Crane : rôle non-spécifié

### Télévision
Séries télévisées
- 1967 : Annie, agent très spécial (The Girl from U.N.C.L.E.)
  - Saison unique, épisode 22 Course dans la vallée de la mort (The Furnace Flats Affair) de John Brahm : M. Asterick
- 1968-1970 : The Good Guys (en)
  - Saisons 1 et 2, 42 épisodes (intégrale) : Bert Gramus
- 1971 : Ma sorcière bien-aimée (Bewitched)
  - Saison 7, épisode 20 Une étrange enseigne (This Little Piggie) : Colonel Bringham
- 1971 : Mission impossible (Mission : Impossible), première série
  - Saison 6, épisode 13 Champ de courses (Run for the Money) de Marvin J. Chomsky : Frank Mason
- 1972 : Banacek
  - Saison 1, épisode 3 Projet Phoenix (Project Phoenix) de Richard T. Heffron : Joe Taddenhurst
- 1973 : L'Homme de fer (Ironside)
  - Saison 7, épisode 2 Murder by One d'Alexander Singer : David Wollens
- 1973-1974 : Les Rues de San Francisco (The Streets of San Francisco)
  - Saison 2, épisode 9 L'Or mortel (The Twenty-Four Karat Plague, 1973) de Don Medford : Lew Morrison
  - Saison 3, épisode 4 Masque de mort (Mask of Death, 1974) : Sam
- 1973-1976 : Police Story
  - Saison 1, épisode 5 The Ho Chi Minh Trail (1973) de Richard Benedict : Joe Farintino
  - Saison 3, épisode 19 The Long Ball (1976) d'Alexander Singer : M. Morrell
- 1974-1975 : Cannon
  - Saison 3, épisode 17 Portrait dédicacé (Photo Finish, 1974) : Lieutenant William Stauss
  - Saison 5, épisode 13 To Still the Voice (1975) de Leo Penn : Jordan Price
- 1975 : Happy Days
  - Saison 2, épisode 14 Le Voleur (The Cunningham Caper) : Le voleur
- 1976-1978 : Kojak, première série
  - Saison 4, épisode 11 La Princesse (The Pride and the Princess, 1976) de Charles S. Dubin : Toza Stefanovic
  - Saison 5, épisode 16 La Femme du frère du capitaine (The Captain's Brother's Wife, 1978) de Charles S. Dubin : Jack Cohen
- 1978 : Chips (CHiPs)
  - Saison 1, épisode 20 Jour de pluie (Rainy Day) de Gordon Hessler : Sanders
- 1978 : Drôles de dames (Charlie's Angels)
  - Saison 3, épisodes 1 et 2 Meurtre à Las Vegas, 1re et 2e parties (Angels in Vegas, Parts I & II)
- 1978-1982 : L'Île fantastique (Fantasy Island)
  - Saison 1, épisode 12 Le Dossier / La Vedette (The Over the Hill Caper / Poof! You're a Movie Star, 1978) d'Earl Bellamy : Arthur Gantman
  - Saison 5, épisode 5 M. Nobody / La Liberatora (1981) : L'entraîneur de Sampson
  - Saison 6, épisode 6 Une ravissante sceptique / L'Ultime Combat (The Beautiful Skeptic / The Lost Platoon, 1982) de Ricardo Montalban : Frank Thomas
- 1981-1986 : La croisière s'amuse (The Love Boat)
  - Saison 5, épisode 11 Zeke et Zelda (He's My Brother / Zeke and Zelda / Teach Me Tonight, 1981) de Bruce Bilson : Howard von Buren
  - Saison 7, épisodes 19 et 20 La Croisière de Hong Kong, 1re et 2e parties (Polly's Poker Palace / Shop Ahoy / Double Date / The Hong Kong Affair / Two Tails of the City, Parts I & II) de Richard Kinon : Robert Savage
  - Saison 9, épisode 11 Les Métiers du risque (Dare Devil / Picture Me as a Spy / Sleeper) : Dr Ivan Petrovska
- 1982-1983 : Comment se débarrasser de son patron (9 to 5)
  - Saison 2, 7 épisodes : Harry Nussbaum
- 1982-1984 : Matt Houston
  - Saison 1, épisode 2 Vengeance à la une (Stop the Presses, 1982) de Don Chaffey : Wally Hanrahan
  - Saison 2, épisode 10 Le Clown en pleurs (The Crying Clown, 1983) : Dexter
  - Saison 3, épisode 2 Vanished (1984) de Don Chaffey : M. Osborne
- 1984-1985 : Cagney et Lacey (Cagney & Lacey)
  - Saison 4, épisode 8 Thank God It's Monday (1984) et épisode 9 Hooked (1984) de Karen Arthur : Joel Steiger
  - Saison 5, épisode 10 Power (1985) de James Frawley : Joel Steiger
- 1984-1988 : Hôpital St Elsewhere (St. Elsewhere)
  - Saisons 3 à 6, 17 épisodes : Richard Clarendon
- 1984-1995 : Arabesque (Murder, She Wrote)
  - Saison 1, épisode 1 (pilote) L'Assassinat de Sherlock Holmes (The Murder of Sherlock Holmes, 1984) de Corey Allen : George
  - Saison 2, épisode 12 Meurtre uniquement sur rendez-vous (Murder by Appointment Only, 1986) d'Arthur Allan Seidelman : Lieutenant Varick
  - Saison 3, épisode 14 Meurtre en la mineur (Murder in a Minor Key, 1987) : Max Hellinger
  - Saison 9, épisode 3 La Taupe (The Mole, 1992) et épisode 16 Au seuil de la folie (Threshold of Fear, 1993) de Vincent McEveety : Lieutenant Artie Gelber
  - Saison 10, épisode 2 Pour qui sonne la mort (For Whom the Ball Tolls, 1993) d'Anthony Pullen Shaw, épisode 4 Le Tueur fantôme (The Phantom Killer, 1993) d'Anthony Pullen Shaw, épisode 9 Les Prédictions de Jessica (Murder at a Discount, 1993) de Walter Grauman, et épisode 13 Vol au-dessus d'un nid de coquins (Portrait of Death, 1994) de Vincent McEveety : Lieutenant Artie Gelber
  - Saison 11, épisode 15 La Double Mort du docteur Franklin (Twice Dead, 1995) de Walter Grauman : Lieutenant Artie Gelber
- 1985 : L'Homme qui tombe à pic (The Fall Guy)
  - Saison 4, épisode 23 La Belle sur un tapis d'argent (Reel Trouble) de Daniel Haller : Vargas
- 1985 : Hôtel (Hotel)
  - Saison 2, épisode 26 La Médaille et son revers (Wins and Losses) de Kevin Connor : rôle non-spécifié
- 1985 : Les Routes du paradis (Highway to Heaven)
  - Saison 2, épisodes 1 et 2 Une chanson pour Jason, 1re et 2e parties (A Song for Jason, Parts I & II) de Michael Landon : Dr Cohn
- 1985 : Le Juge et le Pilote (Hardcastle and McCormick)
  - Saison 3, épisode 7 Faites vos jeux (Games People Play) : Harry Baxter
- 1985-1992 : Les Craquantes (The Golden Girls)
  - Saisons 1 à 7, 25 épisodes : Stan Zbornak
- 1987 : Matlock
  - Saison 1, épisode 14 Panier de crabes (The Rat Pack) : Arthur Rydell
- 1988 : La Belle et la Bête (Beauty and the Beast)
  - Saison 1, épisode 15 Tentation (Temptation) : Harold Levinson
- 1989 : Loin de ce monde (Out of This World)
  - Saison 3, épisode 8 Hair Today, Gone Tomorrow : Stanley Mansfield
- 1989-1990 : Génération Pub (Thirtysomething)
  - Saison 2, épisode 15 Be a Good Girl (1989) : Murray Steadman
  - Saison 3, épisode 15 Fathers and Lovers (1990) : Murray Steadman
- 1990 : Côte Ouest (Knots Landing)
  - Saison 12, épisode 4 Pas permis d'inhumer (Dead But Not Buried), épisode 5 On ne sait jamais (What If?) de Jerome Courtland, et épisode 6 Appelez-moi Nick (You Can Call Me Nick) : Sergent Levine
- 1990-1991 : MacGyver
  - Saison 5, épisode 18 L'Amadeus perdu (The Lost Amadeus, 1990) : Tubbs
  - Saison 6, épisode 18 Deux Vieilles Dames charitables (Faith, Hope & Charity, 1991) : Gorman
  - Saison 7, épisode 10 Poings d'honneur (Split Decision, 1991) : Riggins
- 1992 : Batman (Batman : The Animated Series), série d'animation
  - Saison 1, épisodes 15 et 16 Le Chat et la Souris 1re et 2e parties (The Cat and the Claw, Parts I & II) : Stern / Mob Boss (voix)
- 1992-1993 : La Loi de Los Angeles (L.A. Law)
  - Saison 7, épisode 4 Promenade en ville (Wine Knot, 1992 - rôle non-spécifié) d'Oz Scott et épisode 9 Odeurs nauséabondes (Odor in the Court, 1993 - Le juge)
- 1995 : L'Homme à la Rolls (Burke's Law), seconde série
  - Saison 2, épisode 10 Who Killed Cock-a-Doodle Dooley? : rôle non-spécifié

Téléfilms
- 1969 : In Name Only d'E. W. Swackhamer : Bert Clayton
- 1971 : The Feminist and the Fuzz (it) de Jerry Paris : Wyatt Foley
- 1971 : The Neon Ceiling de Frank Pierson : Harry
- 1973 : Steambath de Burt Brinckerhoff : Bieberman
- 1973 : Koska and His Family de Dan Dailey : Koska
- 1974 : The Boys de Bill Persky : Harry Rufkin
- 1974 : Le Visiteur de la nuit (The Strange and Deadly Occurrence) de John Llewellyn Moxey : Felix
- 1975 : Échec à l'organisation (Crossfire) de William Hale : Bert Ganz
- 1976 : Carambolages (Smash-Up on Interstate 5) de John Llewellyn Moxey : Danny
- 1978 : Special Olympics de Lee Philips : Doug Ransom
- 1978 : Frankie and Annette : The Second Time Around de Richard Benedict : rôle non-spécifié
- 1980 : Marathon de Jackie Cooper : Saul
- 1980 : Cri d'amour (A Cry for Love) de Paul Wendkos : Jack
- 1983 : Shooting Stars de Richard Lang : rôle non-spécifié
- 1985 : Picking Up the Pieces de Paul Wendkos : Mac Goodman
- 1986 : Maggie de Waris Hussein : Harry « Pidge » Pidgeon
- 1992 : Le Triangle noir (Grass Roots) de Jerry London : Manny Pearl